# منیشتوشو

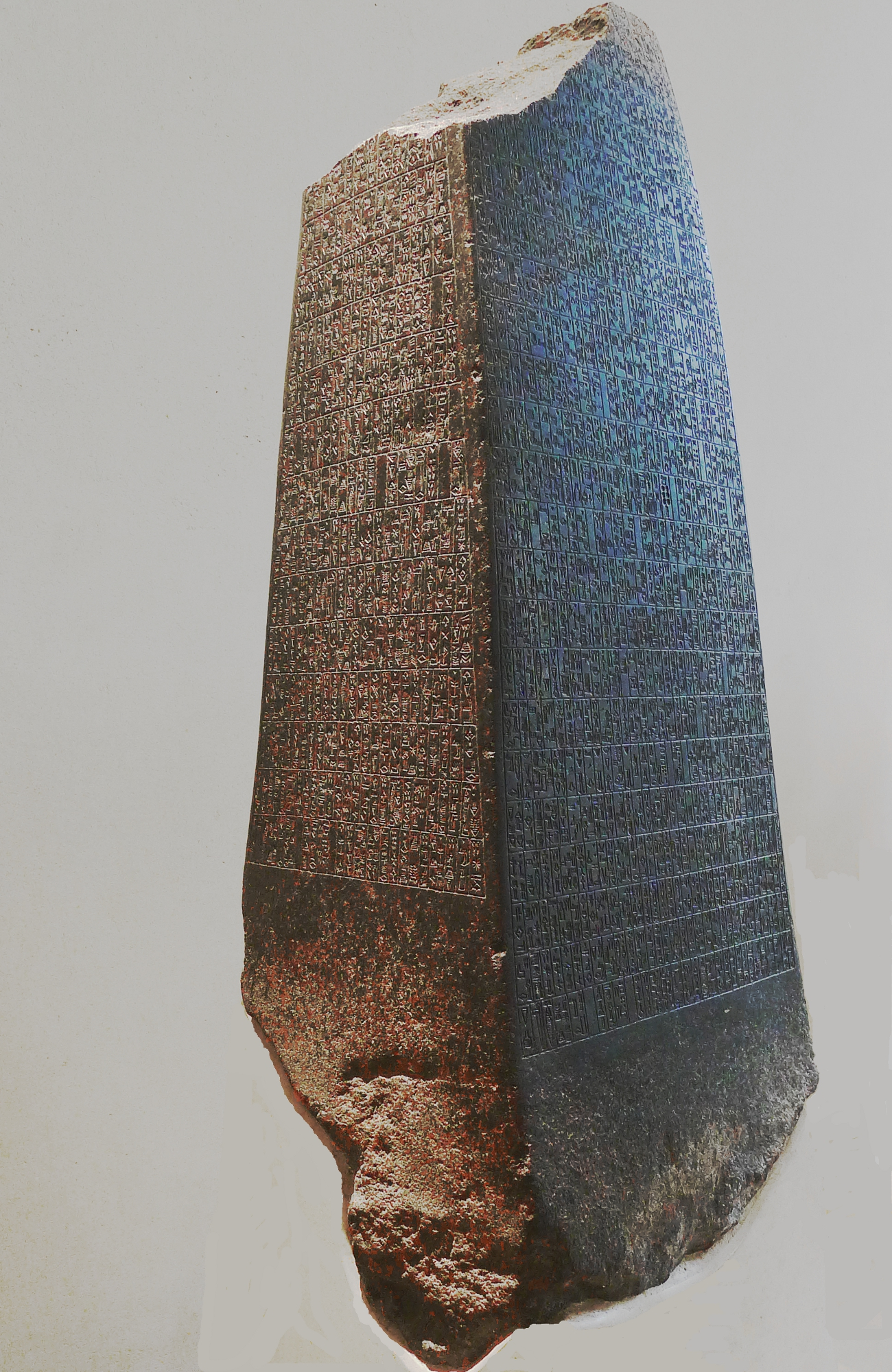
عکس منشور منیشتوشو که قسمت بالایی آن آسیب دیده‌است.

منیشتوشو از پادشاهان اکد (پادشاهی سامی شرقی) در سال‌های ۲۲۷۰ تا ۲۲۵۵ پیش از میلاد بود. 

## زندگی
منیشتوشو سومین پادشاه اکد بود. او فرزند سارگن بزرگ و برادر ریموش و پدر نارام‌سین بود. او در سال ۲۲۷۰ پیش از میلاد پس از مرگ برادرش ریموش به پادشاهی رسید. بر اساس یکی از کتیبه‌هایش، او ناوگان خود را به سمت خلیج فارس هدایت کرد که ۳۲ پادشاه برای مبارزه با او متحد شده بودند. منیشتوشو در نبرد با آنان پیروز شد و شهرها و معادن نقره را در امتداد خلیج فارس و در طول لشکرکشی‌هایش به غارت برد. وی در سال ۲۲۶۰ پیش از میلاد ناوگان خود را در دجله مستقر کرد که راه ارتباطی با ۳۷ تمدن دیگر بود و همچنین شهر شیرازوم در ایلام (تمدن) و معبد اینانا در نینوا را فتح کرد. او در سال ۲۲۵۵ پیش از میلاد توسط چند نفر از اعضای دیوان خود کشته شد و پسرش نارام‌سین به پادشاهی رسید. 